# Orden de Santiago en la Corona de Aragón
La Orden de Santiago se estableció en Aragón en 1212, cuando el rey Pedro II donó la villa de Montalbán al maestre Fernando González como recompensa por la ayuda en la captura de la localidad. Se fundó un convento santiaguista en la villa, dependiente del prior de Uclés y organizando mediante una encomienda propia bajo el mandato del comendador Arnal Ferrenchel. 
Esta encomienda devendría en la casa matriz de la orden en la Corona de Aragón y su comendador sería una de las altas autoridades de la orden. Por ser una orden originaria de Castilla, se le refiere en las crónicas tanto por la versión aragonesa de su nombre (orden de Sant Jaime), como la forma en castellano Orden de Santiago y por la expresión Orden de Uclés debido su sede central.
La Encomienda de Montalbán participó en la Conquista de Valencia por Jaime I, abriendo el foco a nuevas expansiones de la orden.
A mitad del siglo XIII los dominios de la orden se habían multiplicado mediante donaciones y compras. Sus principales posesiones, que constituirían desde entonces su núcleo patrimonial en el reino de Aragón, eran:
- La Encomienda de Montalbán. Además de la cabeza de la encomienda, esta había crecido hasta incluir las poblaciones de Las Adobas, Cabra, Escucha, Palomar, Torre de las Arcas, Utrillas y Villanueva de Huerva.[2]
- El Hospital de San Bartolomé de Zaragoza. Era también conocido como la Merced y fue uno de los focos originarios de redención de cautivos de la orden.[3]
- La Encomienda de San Marcos en Teruel, constituida a partir de la donación de Sancha Pérez de Azagra de diversas propiedades en Teruel.[4] Estas propiedades incluyeron la Casa de San Marcos o Casa de la Merced de Teruel, que fue otro de los puntos originales de redención de cautivos de la orden[3] y diversas donaciones de terrenos de cultivo e inmuebles en localidades vecinas como Torremocha o Tortajada.
- Propiedades y bienes en las localidades de Calatayud y Albarracín.[1]

El 11 de enero de 1261 Pelayo Pérez Correa, maestre de la Orden de Santiago, permutó con Anaya López, vasallo del infante de Aragón, las heredades que habían sido de Lupo de Barea y Doña Sancha Pérez de Azagra en Albarracín y Tormón por otras más fértiles cerca de Sevilla. 
La Orden de Santiago volvió a señalarse en el flanco sur de la Corona durante la ocupación aragonesa del reino de Murcia (1296-1304), durante el cual las encomiendas santiaguistas de la región dependieron de Montalbán. En el Archivo de la Corona de Aragón hay textos que narran:

Al noble e amado don Johan Osores, maestro de la Horden de la cavalleria de Sant Jayme et cetera.

Entendiemos que agora avíades çitado a Ferrant Péreç, comendador de la val de Ricot, a capítol e que allí le avíades tuelta la comanda de Ricot e que la queríades dar a otro. E como el dito Ferrant Pérez sia homne bueno e en qui muyto podría homne fiar, e él la su comanda aya tenido bien e lealment assí que danno ni menoscabo no a venido por él al regno nuestro de Murcia, rogamos vos que por amor de nos embiedes al dito Ferrant Pérez por comendador de Ricot assí como la tenía, et si por ventura por cosas que.l fiçiesse contra la Orden lo avíades a mudar de la dita comanda, que consintades que la tenga el dito Ferrant Pérez entro que nos ayades certifficado a qui tenredes por bien de comendarla, que se faga con nuestra voluntat porque nos no end ayamos a aver sospeyta, e gradecer vos lo hemos muyto.

Dada en el sitio del castiello de Lorca, III días por andar del mes de junio et cetera.

Petrus Martini, mandato Guillermi Durffortis.

ARCHIVO DE LA CORONA DE ARAGON, C, reg. 253, fol. 27v.